# AFAS Live
AFAS Live (trước đây được gọi là Hội trường âm nhạc Heineken) là một nhà hát ở Amsterdam, Hà Lan. Nhà hát nằm gần với Johan Cruyff Arena. AFAS Live bao gồm hai hội trường: Hội trường lớn có tên gọi là "Black Box", có sức chứa 6.000 người và rộng 3.000 m2; hội trường nhỏ (Beat Box) dành cho các bữa tiệc, có sức chứa 700 người.